# Zenobia Shroff
Zenobia Shroff (Bombay, 1965. május 27. –) indiai születésű amerikai színésznő.
Legismertebb alakítása Muneeba Khan a Marvel-moziuniverzum filmjeiben és sorozataiban. 2016-ban a Rögtönzött szerelem című romantikus filmben szerepelt.

## Fiatalkora
Parszi családban nőtt fel Dél-Bombayben, a mai Mumbaiban. Tizenhat évesen kezdte szakmai pályafutását, mint modell. Hét sikeres modellév után a színészetre váltott. Színészi pályafutását Mumbaiban kezdte. Ezután New Yorkba költözött és a Circle in the Square Theatre Schoolban színészetet tanult. Pszichológiából szerzett mesterdiplomát.

## Pályafutása
2008-ban a Mumbai meséje című filmben szerepelt, ezt 2012-ben egy romantikus vígjáték, az Egy meg egy az ketten követte. 2017-ben a hasonló műfajú Rögtönzött szerelem szereplője volt. 2018-ban A viszony című sorozat epizódjaiban tűnt fel.
A Ms. Marvel (2022) című sorozatban, valamint a Marvelek (2023) című szuperhősfilmben Muneeba Khant formálta meg.

## Filmográfia

### Film
| Év   | Magyar cím               | Eredeti cím               | Szerep                   | Magyar hang  |
| ---- | ------------------------ | ------------------------- | ------------------------ | ------------ |
| 1989 |                          | Percy                     | Vera                     |              |
| 2008 | Mumbai meséje            | Little Zizou              | Roxanne                  |              |
| 2010 |                          | When Harry Tries to Marry | Geeta Shankar            |              |
| 2012 | Egy meg egy az ketten    | Ek Main Aur Ekk Tu        | Nicole Braganza          |              |
| 2016 |                          | Misaligned (rövidfilm)    | Nadia apja               |              |
| 2017 | Rögtönzött szerelem      | The Big Sick              | Sharmeen                 | Vándor Éva   |
| 2017 | Rögtönzött szerelem      | The Big Sick              | Sharmeen                 | Györgyi Anna |
| 2019 |                          | (t)here (rövidfilm)       | Geeta                    |              |
| 2020 | Lelki ismeretek          | Soul                      | Jerry tanácsadó (hangja) | Csifó Dorina |
| 2020 | Kikapcsolódás a Világból | Save Yourselves!          | Su anyja (hangja)        |              |
| 2021 |                          | 7 Days                    | Rita anyja               |              |
| 2023 | Marvelek                 | The Marvels               | Muneeba Khan             | Tóth Enikő   |

### Televízió
| Év        | Magyar cím      | Eredeti cím                | Szerep                             | Megjegyzések                               |
| --------- | --------------- | -------------------------- | ---------------------------------- | ------------------------------------------ |
| 2018–2019 | A Rezidens      | The Resident               | Himaya Pravesh                     | 3 epizód                                   |
| 2018      | A viszony       | The Affair                 | Priya Ullah                        | 6 epizód                                   |
| 2018      | Az elnök embere | Madam Secretary            | Vanya Kharti indiai miniszterelnök | 1 epizód                                   |
| 2018      |                 | The Greatest American Hero | Leena                              | tévéfilm                                   |
| 2022      | Ms. Marvel      | Ms. Marvel                 | Muneeba Khan                       | - főszereplő - magyar hangja: - Tóth Enikő |

## Fordítás
- Ez a szócikk részben vagy egészben  a   Zenobia Shroff című angol Wikipédia-szócikk ezen változatának fordításán alapul.  Az eredeti cikk szerkesztőit annak laptörténete sorolja fel. Ez a jelzés csupán a megfogalmazás eredetét és a szerzői jogokat jelzi, nem szolgál a cikkben szereplő információk forrásmegjelöléseként.